# Sharon (Carolina do Sul)
Sharon é uma cidade  localizada no estado norte-americano de Carolina do Sul, no Condado de York.

## Demografia
Segundo o censo norte-americano de 2000, a sua população era de 421 habitantes.
Em 2006, foi estimada uma população de 471, um aumento de 50 (11.9%).

## Geografia
De acordo com o United States Census Bureau tem uma área de
3,3 km², dos quais 3,3 km² cobertos por terra e 0,0 km² cobertos por água. Sharon localiza-se a aproximadamente 199 m acima do nível do mar.

## Localidades na vizinhança
O diagrama seguinte representa as localidades num raio de 20 km ao redor de Sharon.